# Іралайкулам (Грама Ніладхарі)
Грама Ніладхарі Іралайкулам (№ 201A) — Грама Ніладхарі підрозділу ОС Еравур-Патту, округ Баттікалоа, Східна провінція, Шрі-Ланка.